# Ахмед, Муштак
Муштак Ахмед (англ. Mushtaq Ahmed, 28 августа 1932, Амритсар, Британская Индия — 23 апреля 2011, Лондон, Англия, Великобритания) — пакистанский хоккеист (хоккей на траве), защитник. Олимпийский чемпион 1960 года.

## Биография
Муштак Ахмед родился 28 августа 1932 года в индийском городе Амритсар.
В 1960 году вошёл в состав сборной Пакистана по хоккею на траве на Олимпийских играх в Риме и завоевал золотую медаль. Играл на позиции защитника, провёл 2 матча, забил 1 мяч в ворота сборной Австралии. Эти матчи были для него единственными в составе сборной Пакистана.
После Олимпиады вместе с семьёй эмигрировал в Великобританию.
Умер 23 апреля 2011 года в Лондоне.